# 廣川信隆
廣川 信隆（ひろかわ のぶたか、1946年3月25日 - ）は、日本の分子生物学者。東京大学医学部教授、東京大学大学院医学系研究科特任教授を歴任。キネシンスーパーファミリーを中心に、細胞生物学、分子生物学、発生学、生物物理学の研究に従事している。

## 業績
1970年代に「急速凍結顕微鏡法」を開発し、神経細胞の中で働く分子モーターの働きを解明し、現在発見されている90種の分子モーターの大部分を発見した。特に分子モーターが微小管の上を毎秒数マイクロメートルで動いて物質を運んでいることを発見した。また心臓の左右の位置が分子モーター (KIF3) の働きで左右されることや、がんを抑制する分子モーターを発見した。

## 略歴
- 1946年 - 神奈川県横須賀市生まれ
- 1965年 - 栄光学園高等学校卒業
- 1971年
  - 東京大学医学部医学科卒業
  - 医師免許取得
  - 東京大学医学部附属病院脳神経外科研修医
- 1972年 - 東京大学助手（医学部解剖学教室 中井準之助教授[3]）
- 1976年 - カリフォルニア大学サンフランシスコ校医学部生理学教室, NIH Fogarty Research Fellow
- 1978年 - 医学博士（東京大学）の学位を取得
- 1979年 - カリフォルニア大学サンフランシスコ校医学部生理生物物理学教室 Research Fellow (MDAA) George Meany Fellow
- 1982年 - ワシントン大学医学部助教授（生理生物物理学教室）
- 1983年
  - ワシントン大学医学部准教授（解剖神経生物学教室）
  - 東京大学医学部教授
- 2001年 - 日本解剖学会理事長（〜2007年）
- 2003年 - 東京大学大学院医学系研究科研究科長・医学部学部長（〜2007年）
- 2009年 - 日本顕微鏡学会会長（〜2011年）
- 2010年 - 東京大学大学院医学研究科特任教授

## 受賞歴
- 1985年 昭和60年瀬藤賞（日本電子顕微鏡学会）
- 1987年 第1回塚原仲晃記念賞（ブレインサイエンス財団）
- 1991年 日本医師会医学賞（基礎部門）
- 1995年 上原賞（上原記念生命科学財団）
- 1996年 朝日賞（朝日新聞文化財団）[4]
- 1998年 武田医学賞（武田科学振興財団）
- 1999年 日本学士院賞（日本学士院）
- 1999年 藤原賞（藤原科学財団）[5]
- 2003年 ヨーロッパ分子生物学機構 (EMBO) 外国人会員
- 2004年 日本学士院会員（第2部第7分科（医学・薬学・歯学））
- 2005年 Eduard Buchner Prize（ドイツ生化学・分子生物学会）

## 栄典
- 2013年 文化功労者[6]
- 2024年 文化勲章[7]